# Sara Petersenová
Sara Slott Petersenová (* 9. dubna 1987 Nykøbing Falster) je dánská atletka, která závodí v běhu na 400 m překážek.

## Kariéra
V roce 2009 získala bronzovou medaili na univerziádě. V roce 2015 na atletickém mítinku Weltklasse Zürich, který je součástí Diamantové ligy, skončila za Zuzanou Hejnovou na druhé pozici. V roce 2016 zvítězila na Mistrovství Evropy v atletice a na Letních olympijských hrách 2016 v Rio de Janeiro získala stříbrnou medaili, s časem 53,55 sekundy, tím vytvořila svůj osobní rekord a také národní rekord.